# Nectamia ignitops
Nectamia ignitops är en fiskart som beskrevs av John Fraser 2008. Nectamia ignitops ingår i släktet Nectamia och familjen Apogonidae. Inga underarter finns listade i Catalogue of Life.